# 南郷奈留道路
南郷奈留道路（なんごうなるどうろ）は、宮崎県日南市及び串間市を通る延長13.3 kmの国道220号バイパスである。
全線が東九州自動車道（高速自動車国道）に並行する一般国道自動車専用道路である。日南・志布志道路の一部であり、2024年（令和6年）に事業化。
既存の国道220号が志布志港へのアクセス路として機能しているものの、南海トラフ地震発生時の津波被害が想定されており、現道被災時の代替路としての役割等が想定される。

## 概要
- 起点：宮崎県日南市南郷町中村甲
- 終点：宮崎県串間市大字串間
- 全長：13.3km
- 車線数：完成2車線
- 設計速度：80km/h

## 沿革
- 2024年（令和6年）
  - 3月1日：南郷IC - 奈留IC(13.3 km)が国道220号南郷奈留道路として新規事業採択時評価の候補路線となる[1]。

## インターチェンジなど
- IC番号欄の背景色が■である部分については道路が供用開始済みの区間を示している。また、施設名欄の背景色が■である部分は施設が供用されていない、または完成していないことを示す。なお、未開通区間の名称は仮称である。
- スマートICは背景色■で示す。
- ハーフICは備考欄に通行可能となる出入口を記してある。
- 路線名の特記がないものは市町道。
- BSのうち、○/●は運用中、◆は休止中の施設。無印はBSなし。

凡例
JCT : ジャンクション、IC : インターチェンジ、SIC : スマートインターチェンジ、SA : サービスエリア、PA : パーキングエリア、BS : バスストップ、TB : 本線料金所、TN : トンネル
| IC 番号                                                           | 施設名         | 接続路線名                                | 北九州JCT から (km) | 夏井から (km) | BS | 備考 | 所在地 | 所在地 |
| ----------------------------------------------------------------- | -------------- | ----------------------------------------- | ------------------- | ------------- | -- | ---- | ------ | ------ |
| 油津・夏井道路 油津区間(E78 東九州自動車道 宮崎・大分方面)        |                |                                           |                     |               |    |      |        |        |
| -                                                                 | 南郷IC（仮称） | 国道220号（現道） 宮崎県道436号日南南郷線 | 349.9               |               | -  |      | 宮崎県 | 日南市 |
| -                                                                 | 奈留IC（仮称） | 国道220号（現道）                         | 363.2               | 14.1          | -  |      | 宮崎県 | 串間市 |
| 油津・夏井道路 串間・夏井区間(E78 東九州自動車道 鹿屋串良JCT方面) |                |                                           |                     |               |    |      |        |        |